# Dungun
Dungun – miasto w Malezji w stanie Terengganu. W 2000 roku liczyło 50 206 mieszkańców.